# Deutsche Schwimmmeisterschaften 1952
Die 64. Deutschen Meisterschaften im Schwimmen fanden vom 4. bis 6. Juli 1952 im Olympia-Schwimmstadion in Berlin statt.
| Disziplin           | Männer                | Männer                    | Männer     | Frauen            | Frauen    | Frauen     |
| Disziplin           | Name                  | Verein                    | Zeit       | Name              | Verein    | Zeit       |
| ------------------- | --------------------- | ------------------------- | ---------- | ----------------- | --------- | ---------- |
| 100 m Freistil      | Paul Voell            | SSV Rheydt                |            | Elisabeth Rechlin | Bochum    |            |
| 200 m Freistil      | Heinz-Günther Lehmann | Aachener Schwimmverein 06 | 2:16,1 min |                   |           |            |
| 400 m Freistil      | Heinz-Günther Lehmann | Aachener Schwimmverein 06 |            | Elisabeth Rechlin | Bochum    | 5:35,8 min |
| 100 m Brust         | Herbert Klein         | München                   | 1:08,3 min | Ursel Happe       | Dortmund  |            |
| 200 m Brust         | Herbert Klein         | München                   |            | Ursel Happe       | Dortmund  |            |
| 100 m Rücken        | Franz Kriesten        | Bielefeld                 |            | Helga Schmidt     | Oldenburg |            |
| 200 m Rücken        | Wolfgang Henschke     | Ruhrort                   |            | Gertrud Herrbruck | Pirmasens |            |
| 200 m Schmetterling | Herbert Klein         | München                   |            |                   |           |            |